# Roberto Herrera
Roberto Herrera (San Salvador de Jujuy, 5 settembre 1963) è un ballerino e coreografo argentino.

## Carriera
Inizia a studiare danze folkloristiche argentine all'età di 8 anni.

Dal 1986 al 1990 è primo ballerino del Ballet Popular Argentino, diretto da Santiago Ayala "El Chúcaro" e Norma Viola. Nel 1986 viene scelto come ballerino solista del film Tango Bar, che contribuisce a rilanciare il tango argentino sulla scena mondiale.
Dal 1990 al 1991 è ballerino solista dello spettacolo Imágenes de Tango y Folklore, con l'Orchestra di Horacio Salgán, coreografie di Ana María Stekelman e direzione di Héctor Aure. Dal 1990 al 1992 è inoltre primo ballerino e assistente alla coreografia del Ballet Folklórico Nacional argentino.
Nel 1992 entra a far parte del cast dell'ormai celebre spettacolo Tango Argentino, con tutti i più grandi ballerini del periodo, durante la stagione al Teatro Lola Membrives di Buenos Aires, sotto la direzione di Claudio Segovia. Affronta inoltre la prima di numerose tournée in Giappone con l'Orchestra del Maestro Ramos.

Dal 1992 al 1994 è ballerino solista dello spettacolo della Casa de Tango Michelangelo a Buenos Aires, con la partecipazione dei famosi cantautori Roberto Goyeneche, María Graña, Adriana Varela, Horacio Ferrer, Raúl Lavié, e delle Orchestre Sexteto Mayor, Julián Plaza e José Colángelo.
Nel 1992 viene scelto dal Maestro Osvaldo Pugliese come primo ballerino della sua Orchestra omonima e partecipa ad una tournée europea e ad un'altra in America Latina. Il sodalizio tra i due artisti dura fino alla morte del Maestro Pugliese nel 1995.

Dal 1993 al 1995 è anche ballerino solista dello spettacolo Tango Pasión con l'Orchestra Sexteto Mayor, durante le tournée in Europa, Stati Uniti e Asia. Nel 1993 fa parte del cast del film biografico Muchas Gracias, Maestro, sulla vita di Osvaldo Pugliese.
Nel 1995 partecipa alla tournée giapponese dell'Orchestra di Leopoldo Federico e, in quello stesso anno e fino al 2001, è ideatore, coreografo e primo ballerino dello spettacolo Tango, Una Historia, rappresentato con successo a Buenos Aires per 6 anni consecutivi, in Brasile nel 1999 e in Corea nel 2002.

Nel 1996 partecipa a tre tournée giapponesi rispettivamente con l'Orchestra di Julián Plaza, con Los Grandes del Tango Argentino e con l'Orchestra di Leopoldo Federico.

Nel 1997 Roberto Herrera viene scelto per inaugurare, con una sua coreografia originale, la prima argentina del film Evita. Quello stesso anno dirige lo spettacolo di chiusura del Festival del Cine di Mar del Plata in Argentina.
Dal 1999 al 2000 viene chiamato di nuovo a far parte dello spettacolo Tango Argentino, diretto da Claudio Segovia, durante la stagione presso il Teatro dell'Opera di Buenos Aires e al Teatro Gershwin di Broadway. Dal 2000 partecipa inoltre, come artista invitato e insegnante, a numerosi festival di tango argentino in Europa, Sud America e Giappone.

Nel 2003 è in cartellone accanto a Beba Pugliese, figlia del grande Maestro, come ballerino solista della sua Orchestra e intraprende con essa una tournée in Giappone. Nello stesso anno partecipa al XX anniversario dello spettacolo Tango Argentino a Buenos Aires.

Nel 2004 è primo ballerino invitato del tango musical Tanguera presso il Teatro Nacional di Buenos Aires. Lo stesso anno, inoltre, presenta il suo nuovo spettacolo intitolato Tango Nuevo con una tournée nelle province settentrionali dell'Argentina.
Nel mese di luglio 2005 Tango Nuevo debutta in Europa con una tournée estiva di grande successo. Allo spettacolo, che tocca le principali città italiane, partecipano sei coppie di ballerini e l'Orchestra Ensemble Hyperion.
A giugno e settembre 2006, partecipa allo spettacolo Buenos Aires Tango rappresentato a Parigi, a Bruxelles e a Roma, con la partecipazione dell'Orquesta El Arranque, Vale Tango, Quinteto Ramiro Gallo e Decarísimo. Lo stesso spettacolo viene poi presentato con successo nel marzo 2007 prima a Brescia e, per due settimane, durante il Hong Kong Arts Festival.
A febbraio 2007 con la sua Compañía Argentina de Tango, con il Quinteto Decarísimo, affronta una nuova tournée italiana con il loro spettacolo intitolato semplicemente Tango.
A maggio 2007, porta lo spettacolo Tango Nuevo in Asia, a Singapore e Bali.
A gennaio/febbraio 2008 Herrera e la sua Compañía sono nuovamente in tournée Italia con lo spettacolo Tango ed il Quinteto Decarísimo.
Ha inoltre prestato la sua immagine alle copertine di numerosi libri e cd di tango e ha ricevuto una menzione nel capitolo intitolato “Camino al fin del Siglo 20” del libro El Siglo de Oro del Tango, di Horacio Ferrer, pubblicato da Manrique Zago, Buenos Aires, Argentina.